# Бело-Безводное (село)
Бело-Безводное — село в Зеленодольском районе Татарстана. Административный центр Раифского сельского поселения.

## География
Находится на реке Сумка в 15-20 км к северо-востоку от Зеленодольска и в 25 км к северо-западу от центра Казани. С трёх сторон к селу примыкает лесной массив Волжско-Камского заповедника. В центральной части села находится озеро Бело-Безводное. По западной окраине протекает река Сопа.

## Природа
На территории Бело-Безводного и в прилежащих лесах обитает около 120 видов животных, из них 13 видов — млекопитающие, 45 видов птиц, 44 вида беспозвоночных, 3 вида рептилий и 2 вида амфибий. В озере обитает гольян озёрный.

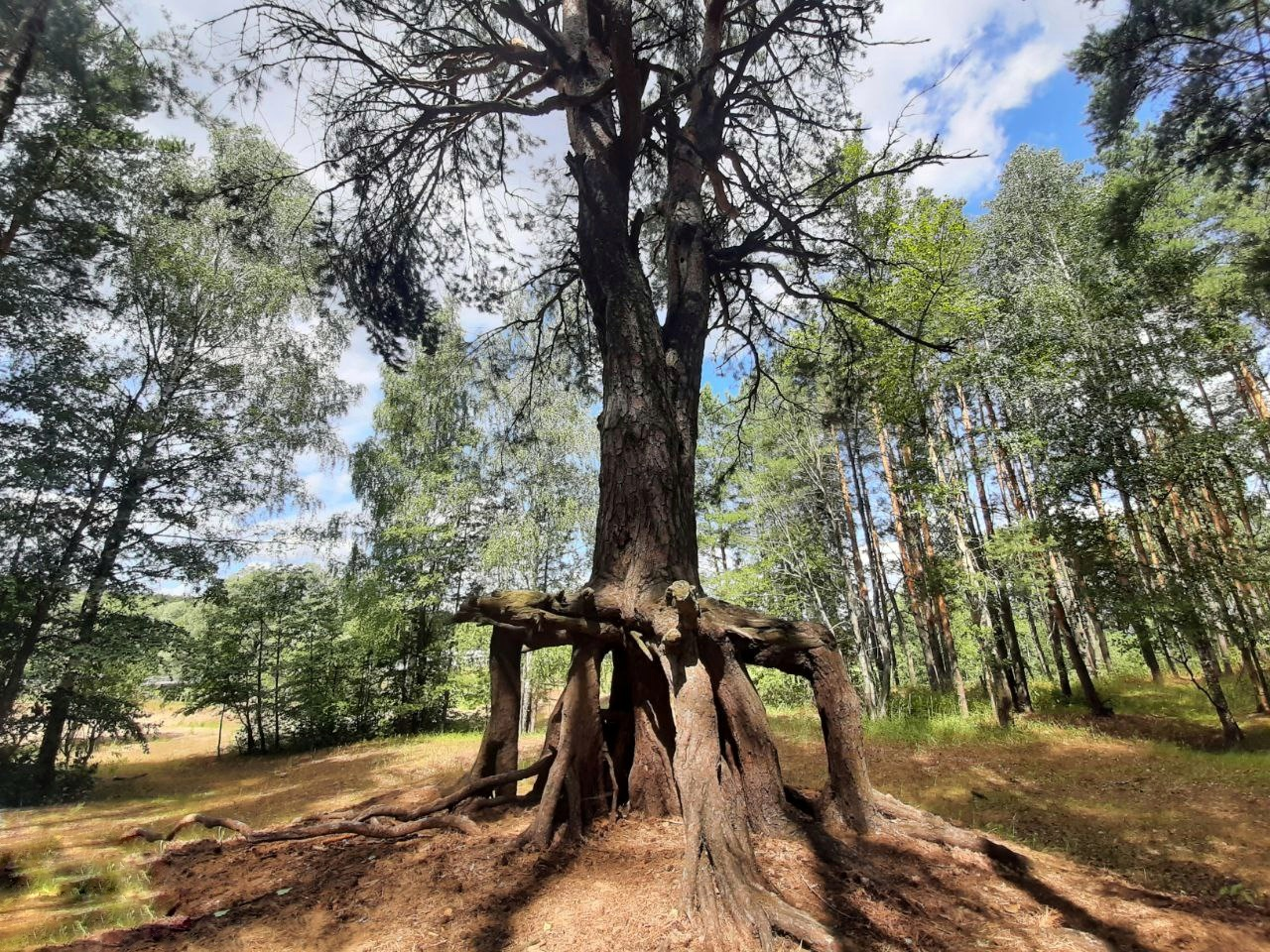
Дерево корни которого оголились в результате эрозии почв

В лесах Бело-Безводного находится примерно 138 видов растений. Наиболее распространённое дерево — сосна обыкновенная.

## История
Название села произошло от слияния двух сел Белое и Безводное, которые располагались с двух сторон речки Сумка, Белое — на северном берегу, Безводное — на южном.. Основано в конце XVII века как Безводный починок, вотчина Раифской пустыни (ныне Раифский Богородицкий монастырь). До 1860 года жители относились к категории государственных крестьян (бывшие экономические, до 1764 г. — монастырские). Основные занятия жителей в этот период — земледелие и разведение скота. Были распространены пчеловодство, угольный, портняжный, кузнечный, сапожный, стекольный промыслы. В селе работало училище, открытое в 1855 г. на средства Раифского монастыря, с 1883 г. — земская школа (в 1904 г. училось 33 мальчика и 13 девочек)
В начале ХХ в. здесь также функционировали 2 ветряные мельницы, 4 мелочные лавки. В этот период земельный надел сельской общины составлял 916,6 десятин.
Жители села приняли активное участие в событиях, произошедших в июне 1918 г., когда крестьяне окрестных деревень убили сотрудников Казанской губернской чрезвычайной комиссии и красноармейцев, устроивших погром в Раифском монастыре.В советское время работали колхоз «Заря» и зверосовхоз «Раифский».

## Административная принадлежность

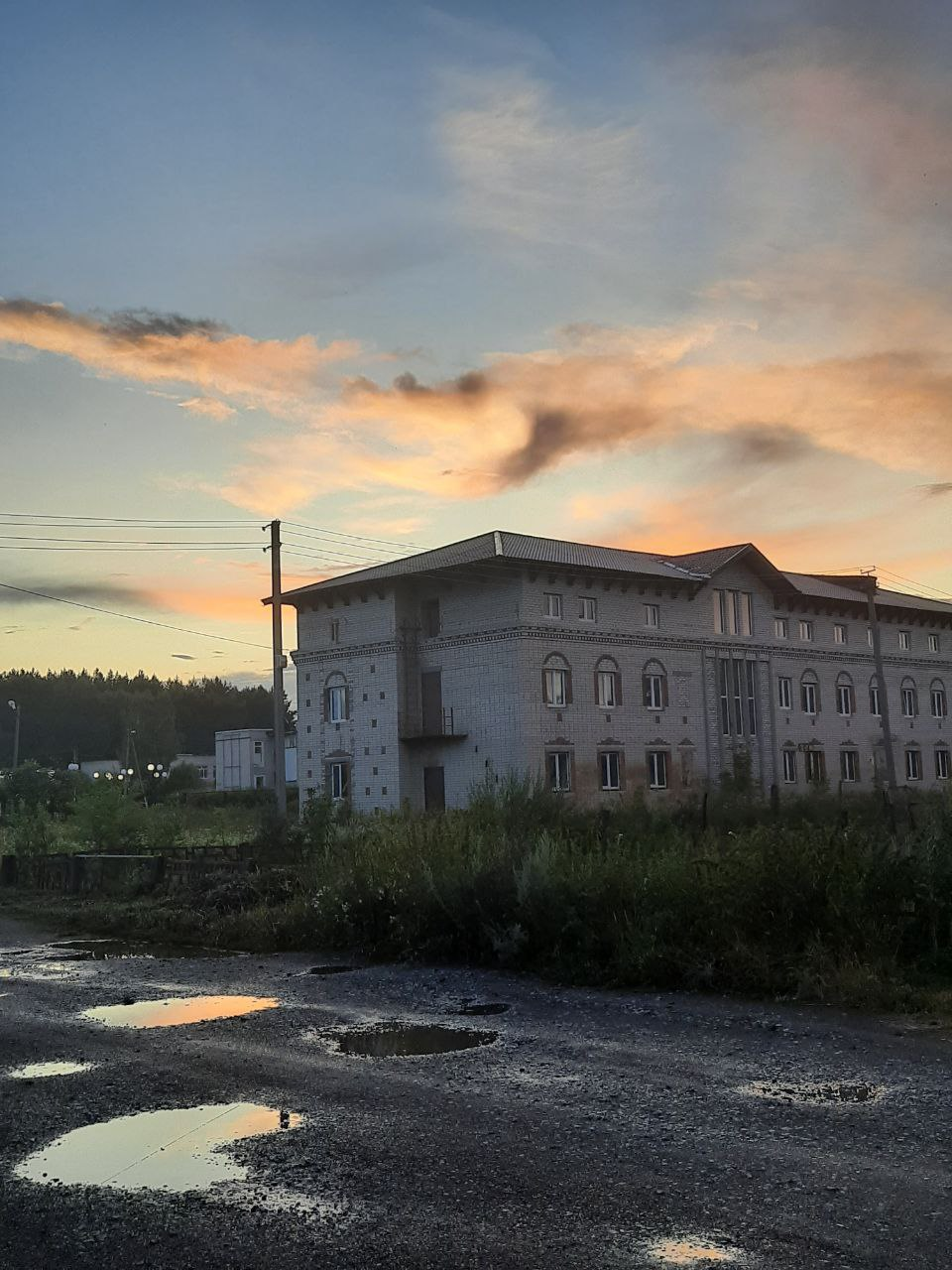
Здание администрации

До 1920 г. село входило в Ильинскую волость Казанского уезда Казанской губернии. С 1920 г. в составе Арского кантона ТАССР. С 14 февраля 1927 г. — в Казанском сельском, с 4 августа 1938 г. — в Юдинском, с 16 июля 1958 г. в Зеленодольском районах. Сейчас стало административным центром Раифского сельского поселения.

## Хозяйствующие субъекты
В 1930 г. в селе организован колхоз «Заря». С 1968 г. действовал зверосовхоз «Раифский» по выращиванию норки (первый директор — Н. А. Таркаев), в 1994—2003 г. — образованное на его базе открытое акционерное общество «Раифа». В настоящее время на территории села располагаются склады готовой продукции акционерного общества «Зеленодольский молочноперерабатывающий комбинат», овощная база общества с ограниченной ответственностью «ВЕГА»; строительное предприятие.

## Образование и культура
Функционируют Раифская средняя школа (с 1963 г., новое здание построено в 1992 г.), дом культуры и библиотека (оба в здании, построенном в 1986 г.), детский сад «Ёлочка» (с 1983 г.), врачебная амбулатория, мечеть (с 2013 г.). В 2015 г. открыт парк «Килэчэк» с фонтаном. Имеется благоустроенный родник. С 1975 г. в окрестностях села располагается магнитная обсерватория Казанского университета.

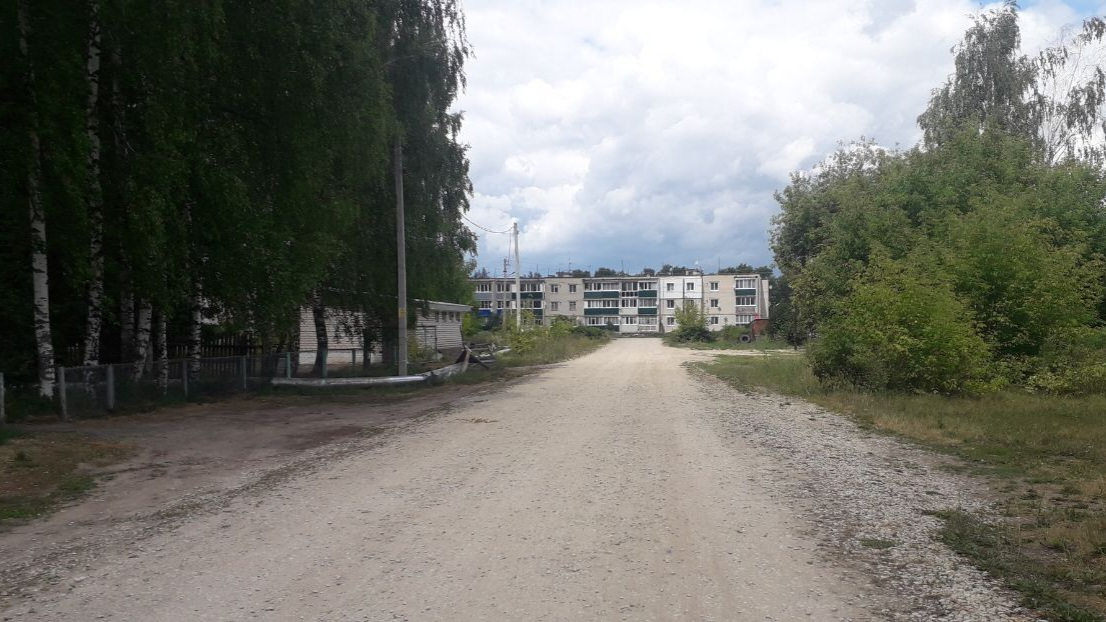
Улица Новая

## Население
Постоянных жителей было: в 1782 году — 47 душ муж. пола; в 1859—304, в 1897—565, в 1908—549, в 1920—743, в 1926—725, в 1938—646, в 1949—457, в 1958—305, в 1970—442, в 1979—783, в 1989—1082. Постоянное население составляло 1126 человек (русские 50 %, татары 42 %) в 2002 году, 1148 — в 2010.

## Известные жители
Директором звероводческого предприятия в 1981—1999 гг. работал доктор сельскохозяйственных наук, заслуженный зоотехник ТАССР А. Х. Яппаров.